# Соціальна інституція
Соціа́льна інститу́ція, також  соціа́льний інститу́т як термін широко застосовується для опису регулярно повторюваних протягом тривалого часу соціальних практик, що санкціоновані та підтримуються з допомогою соціальних норм і мають важливе значення в структурі суспільства.
Поняття соціального інституту часто застосовують поряд із поняттями соціальної ролі та соціальної групи. Проте, поняття «соціальний інститут», так само позначаючи усталені зразки поведінки, є, порівняно з поняттям ролі, поняттям вищого порядку, яке включає багато ролей. Деякі науковці проводять межу між соціальним інститутом та соціальною групою лише у кількісному вимірі, оскільки соціальним групам також властиві певні групові моделі поведінки. Проте, група — це, в першу чергу, сукупність індивідів, що взаємодіють між собою, а інститут — система соціальних зв'язків та сукупність соціальних норм, що реалізуються на практиці.

## Визначення
Дотепер соціологи не змогли дійти згоди щодо того, що ж таке соціальний інститут, тому наведемо кілька варіантів визначення поняття «соціальний інститут»:
Соціальний інститут — набір правил, що пов'язаний з певним соціальним контекстом, який допомагає реалізації важливих соціальних функцій.
Соціальний інститут — організована система зв'язків та соціальних норм, яка об'єднує важливі суспільні цінності та процедури, які задовольняють основні потреби суспільства. В даному випадку, суспільні цінності — поширені ідеї та цілі, суспільні процедури — стандартизовані зразки поведінки у групових процесах, система соціальних зв'язків — переплетіння ролей та статусів, завдяки яким ця поведінка здійснюється та утримається у визначених межах.
За польським соціологом Яном Щепанським, усю сукупність значень поняття «соціальний інститут» можна звести до чотирьох основних:
1. певна група осіб, що мають виконувати важливу для спільного життя роботу, тобто група людей, що виконує суспільні функції;
2. певні організаційні форми комплексу функцій, що виконуються деякими членами групи від імені всієї групи;
3. сукупність матеріальних установ та засобів, які дозволяють уповноваженим індивідам виконувати суспільні безособистісні функції, що мають на меті задоволення потреб та регулювання поведінки;
4. деякі соціальні ролі, що є важливими для групи.

## Історія поняття
На початку розвитку соціології, соціальна реальність розглядалась як реальність інституціональна, тобто реальність соціальних інститутів. Відповідно і перша в історії соціології перспектива сприйняття, опису і пояснення дійсності отримала назву інституціоналізм. Власне і соціологія розглядалась як наука про макроструктури суспільства — соціальні інститути.

### Еміль Дюркгайм
Соціальні інститути мають практично необмежену владу над окремими індивідами в плані нав'язування обов'язкових способів дії (стандарти та зразки поведінки). Проте, влада проявляється тільки тоді, коли індивід вступає у конфлікт із способами дії й інститут змушений застосовувати щодо індивіда санкції.

### Макс Вебер
Для існування та нормального функціонування соціальних інститутів, вони мають бути легітимними. Легітимність досягається трьома шляхами.
1. Легітимація через максимально генералізовані цінності та сенси (ціннісно-ідеологічна).
2. Легітимація через правові норми, що конкретизують генералізовані цінності (правова).
3. Легітимація через спільноти, до яких належить або прагне належати індивід (соціально-групова).

### Джордж Герберт Мід,Пітер БергеріТомас Лукман
Соціальний інститут — типові реакції індивідів на типові ситуації; інстанції соціалізації, кінцева мета яких — «виробництво» індивідів, що адекватні вимогам даного суспільства.

### Талкотт Парсонс
Соціальні інститути  — надособистісні утворення, які утворюють макроструктуру суспільства. Між інститутами існують два типи відносин: координації (розмежування повноважень та сфер відповідальності) та субординації. Тип суспільства залежить від домінантного інституту (сім'я — родове, церква — феодальне тощо) .

## Типологія
Формальний поділ:
1. Формальні (президентство)
2. Неформальні (ватажок у зграї хлопців)

За виконуваними завданнями:
1. Економічні — виробництво та перерозподіл благ та послуг, організація та поділ праці тощо.
2. Політичні — встановлення, виконання та підтримання влади.
3. Культурно-виховні — створення, укріплення та розвиток культури.
4. Суспільні (вузько-соціальні) — організовані добровільним об'єднанням.
5. Релігійні — регулювання стосунків людини та трансцендентних сил.
6. Стратифікаційні — визначають розміщення позицій та ресурсів.
7. Родинні — пов'язані зі шлюбом, сім'єю, соціалізацією молоді.

Взаємопов'язана система інститутів утворює стійку систему, що забезпечує задоволення потреб членів суспільства, регулює їхню діяльність та забезпечує розвиток суспільства.

## Функції
Явні функції:
1. Закріплення та відтворення суспільних відносин.
2. Інтегруюча функція.
3. Транслююча функція — передача соціального досвіду.
4. Комунікативна функція — поширення отриманої в інституті інформації як в межах так і поза межами інституту.

Латентні функції — результати діяльності соціальних інститутів, які виходять за межі безпосередніх цілей людини.